# Rover (azienda)
Rover è stata una casa automobilistica inglese con sede a Longbridge, Birmingham, che fu attiva come azienda indipendente dal 1877 al 1967; successivamente Rover continuò a sopravvivere come marchio, prima all'interno della British Leyland (1967-1981), poi nel Gruppo Austin Rover (1981-1988), nel Gruppo Rover (1988-2000) e infine nel Gruppo MG Rover (2000-2005). Dopo il fallimento del gruppo MG Rover, i diritti di utilizzo del marchio Rover sono passati prima alla Ford (2006) e poi all'indiana Tata Group (2008), in particolare alla filiale Jaguar Land Rover.

## Storia

### Prima delle automobili

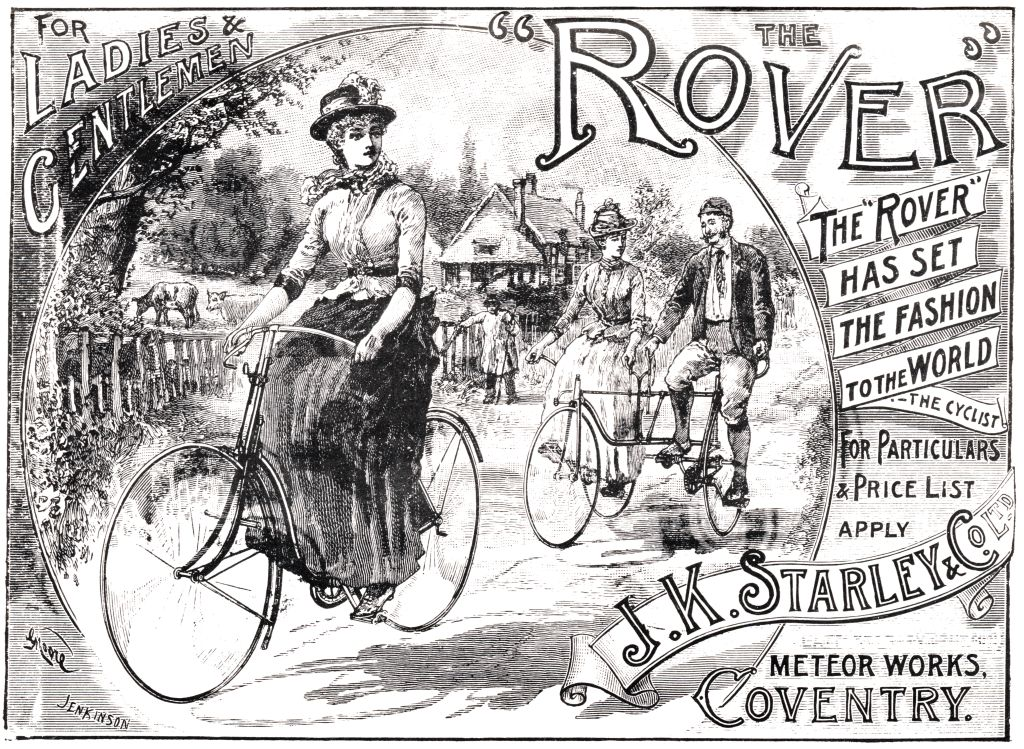
Pubblicità J. K. Starley & Co. Ltd bicicletta Rover

La storia della Rover ebbe inizio nel 1861 a Coventry, dove James Starley e Josiah Turner fondarono una piccola officina per la costruzione di macchine per cucire. Nel 1869 fu ampliata la produzione anche  biciclette e tricicli e, poco dopo, fu accolto in azienda il quindicenne John Kemp Starley, nipote del fondatore, che presto divenne abilissimo nella costruzione dei mezzi a due ruote e ideatore di molte innovazioni tecniche.
Nel 1877 John Starley abbandonò l'azienda dello zio e con William Sutton decise di avviare una nuova officina totalmente dedicata alle biciclette, sempre a Coventry, con la ragione sociale JK Starley, Sutton & Co. nel 1878.
Dopo alcuni anni di sorti alterne, la nuova azienda ebbe grande espansione e notorietà a partire dal 1884, quando Starley inventò e mise in produzione il modello Safety Bicycle, ovvero la prima bicicletta moderna con trasmissione a catena e con ruote di diametro contenuto e uguale.
Il primo veicolo a motore fu un prototipo di triciclo elettrico ideato da Starley nel 1888 e mai entrato in produzione. Nel 1889, l'azienda divenne J.K. Starley & Co. Ltd., e poi nel 1896 Rover Cycle Company Ltd., mutuando la denominazione dal suo modello "Rover"; un complicato triciclo che doveva essere azionato dal movimento degli arti inferiori e superiori, messo in vendita nel 1884 e che ebbe scarso successo.
Alla morte di Starley, avvenuta nel 1901, la direzione aziendale venne assunta da Harry Smith che concentrò l'attenzione verso le automobili. Inizialmente furono prodotti dei tricicli con motore Peugeot da 2,5 HP e la prima auto fu la 8 hp (1904) ma dopo questa la produzione si è riversata quasi totalmente sul settore aeronautico a causa delle due guerre mondiali, durante le quali si produssero soltanto modelli della gamma dei primi 20 anni del 1900 ed alcuni modelli di motociclette.
La parola bicicletta in lingua polacca Rower e lingua bielorussa Rovar, Ро́вар e usata anche in Ucraina, deriva dal nome Rover.

### Rover motorcycles
Nel 1899 John Starley importò delle motociclette Peugeot per sperimentarle. La prima sperimentazione fu di mettere un motore alla bicicletta Rover. Starley morì nell'ottobre 1901 a 46 anni e il business fu portato avanti da H. J. Lawson.

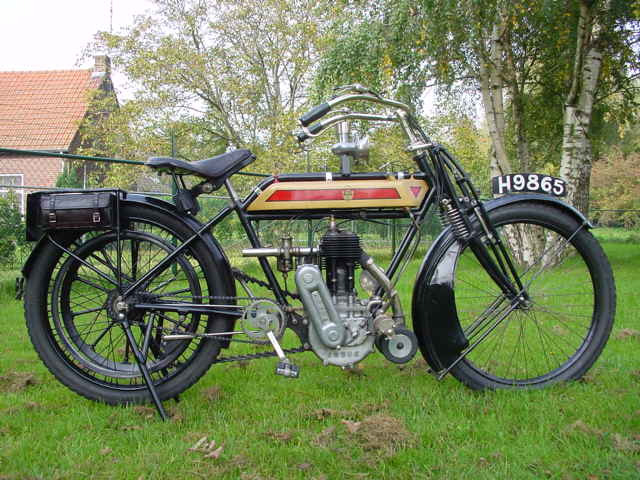
1912 Rover 3-speed

L'azienda sviluppò la Rover Imperial nel novembre 1902, con motore centrale di 3.5 hp e la forcella a molla 'springer'.

## Automobili

Una Rover 8HP Two-seater del 1904 alla London to Brighton Veteran Car Run del 2010

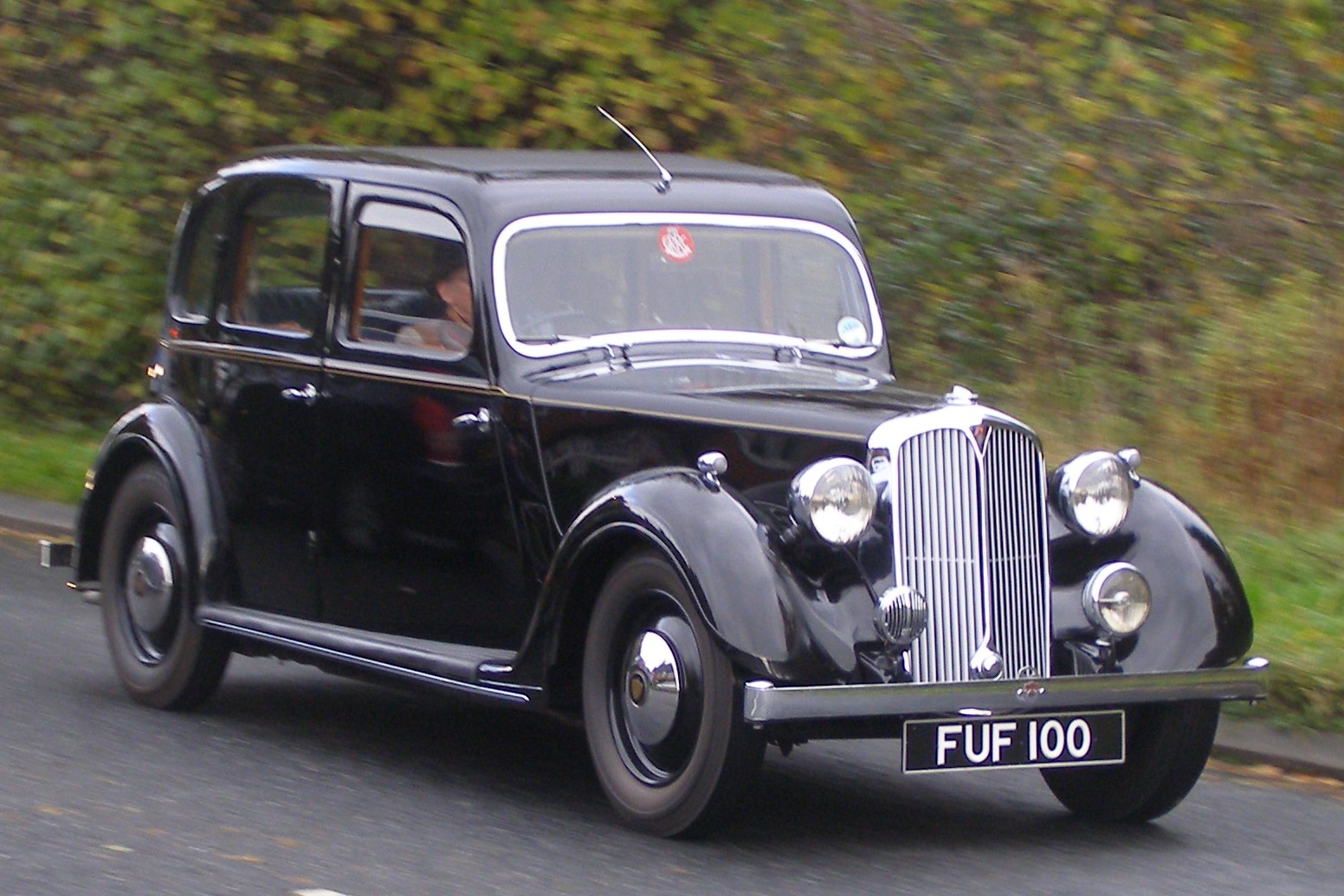
Rover 12 del 1939

### Prime automobili Rover

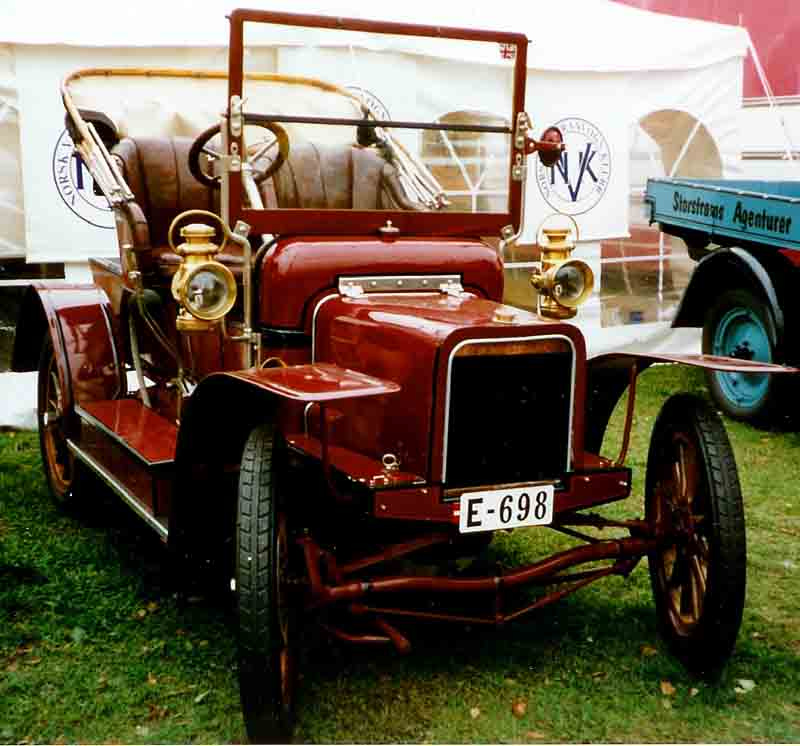
Rover, 1905.

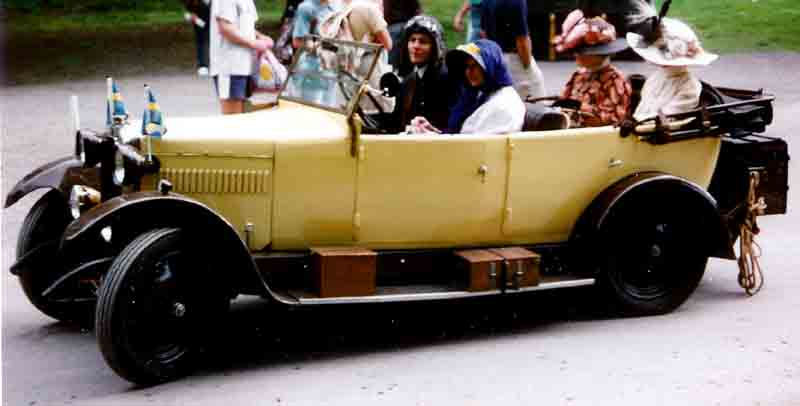
Rover Tourer, 1926.

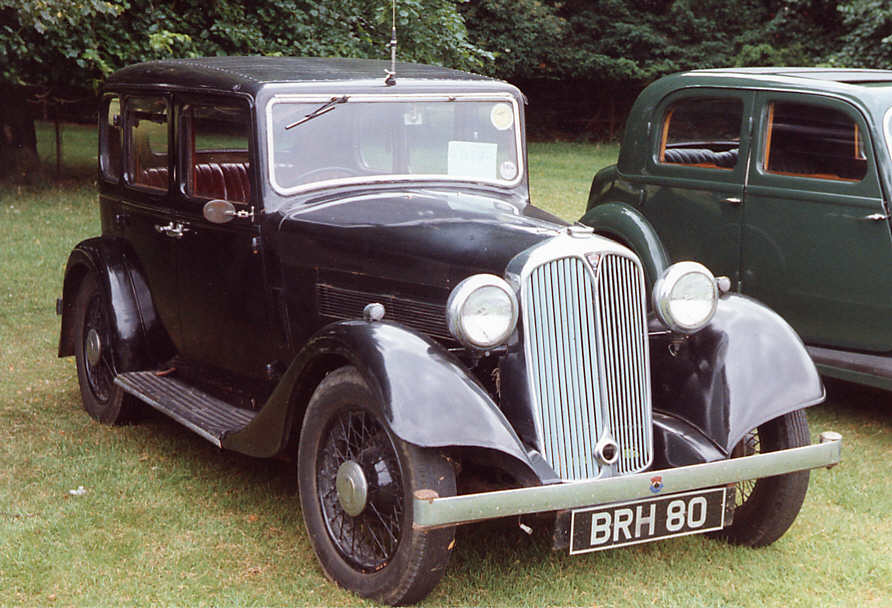
1936 Rover 10.

Nel 1888, Starley costruì una macchina elettrica, ma non entrò mai in produzione. Tre anni dopo la morte di Starley, H. J. Lawson con la Rover iniziò a produrre automobili a due posti Rover Eight disegnata da Edmund Lewis, che proveniva dalla società sempre di Lawson, Daimler. Lewis lasciò la società per la Deasy nel 1905. Fu rimpiazzato da  Owen Clegg, della Wolseley nel 1910 e ridisegnò la linea di prodotti. La Rover 12 del 1912-1923 e la Rover 14 furono introdotte nel 1912. Clegg lasciò l'azienda per la francese Darracq nello stesso anno.
Durante la prima guerra mondiale, fabbricarono motociclette, della Maudslay Motor Company, e automobili della Sunbeam.

### Secondo dopoguerra e turbine a gas
La vera rinascita si ebbe nel 1949 quando un'auto che fece storia, la P4, uscì dalla fabbrica, seguita poi nel '58 dalla P5 più grande e confortevole. Si susseguirono poi vari modelli, soprattutto berline, che raccolsero successi e premi internazionali come ad esempio quello di Auto dell'anno conquistato nel 1964 dalla Rover 2000.

## Sopravvivenza come marchio
Nel 1967 l'azienda entrò a far parte della British Leyland, che acquisì stabilimenti, dipendenti e diritti per l'utilizzo del marchio. La produzione venne suddivisa anche tra le altre fabbriche della British Leyland, lasciando all'impianto originale solo la costruzione delle Land Rover.
Nel 1975 la British Leyland venne nazionalizzata e diventò di proprietà del governo britannico.
Nel 1977 debuttò il primo modello della British Leyland ad utilizzare il marchio Rover, la Rover SD1.
Nel 1981, in seguito ad un processo di riorganizzazione delle risorse della British Leyland, i diritti di utilizzo del marchio Rover vennero trasferiti alla neonata suddivisione Gruppo Austin Rover. Con il Gruppo Austin Rover iniziò la collaborazione con la Honda, i cui primi frutti furono la Rover serie 200 (1984) e la Rover Serie 800 (1986).
Nel 1988 il governo inglese privatizzò il Gruppo Austin Rover vendendolo alla British Aerospace; in questa occasione il gruppo cambiò nome in Gruppo Rover. Sotto il Gruppo Rover il marchio tornò ad avere un ruolo di primo piano, con il debutto di Rover serie 100, Rover serie 200 e Rover Serie 600 (le ultime due di derivazione Honda).
Nel 1994 la British Aerospace vendette il Gruppo Rover alla BMW. Dopo l'acquisto da parte della BMW debuttarono Rover 25, Rover 45 e Rover 75.
Nel 2000 la BMW scorporò il Gruppo Rover, e i diritti di utilizzo del marchio Rover passarono al Gruppo MG Rover, controllato da un gruppo di imprenditori chiamato "Consorzio Phoenix". Il gruppo MG Rover fallì nel 2005 e i diritti di utilizzo del marchio Rover vennero acquistati dalla Ford, con il solo scopo di evitare confusioni con il marchio Land Rover (di cui era già proprietaria). Anche la cinese Shanghai Automotive Industry Corporation era interessata ai diritti di utilizzo del marchio Rover, poiché aveva rilevato i diritti di produzione della Rover 25 e 75, ma non essendo riuscita a spuntarla sulla Ford, decise nel 2006 di creare un nuovo marchio (chiamato Roewe per ricordare il marchio Rover), con cui attualmente commercializza le Rover 25 e 75 in Cina.
Nel 2008 il colosso indiano Tata Motors ha acquistato dalla Ford i diritti di produzione dei marchi Rover, Land Rover, Jaguar e di altri marchi automobilistici minori non più attivi come Daimler e Lanchester per la cifra di 2,3 miliardi di dollari.

## Evoluzione del logo

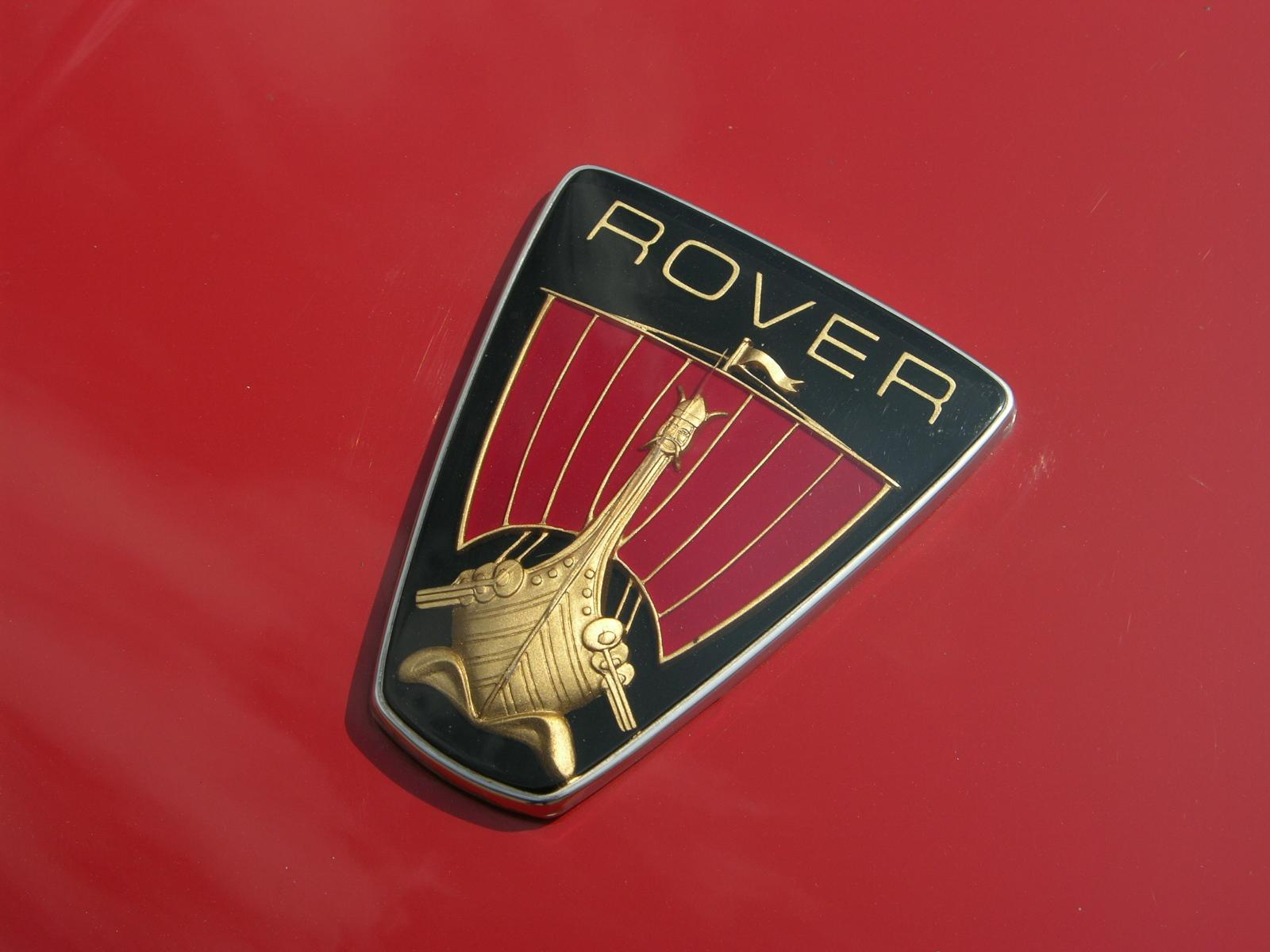
Vecchio logo della Rover su una P6 del 1974
Il logo usato dal 1989 alla metà degli anni novanta
Il logo usato fino al  2003
Il logo rinnovato, usato dal 2003 in poi

## Nomenclatura dei modelli 1984-1998
Tutte le nuove automobili marchiate Rover, a partire dalla Serie 200 del 1984, facevano uso di una nuova nomenclatura a tre cifre.
Ciascun modello in produzione, con tutta la sua gamma, era identificato dal nome di "Serie XXX", dove XXX è un multiplo di 100 (100, 400, 600, ecc.); la scelta del numero dipendeva dalle dimensioni e dalla fascia di mercato del veicolo (la Serie 100 era una piccola utilitaria, la Serie 800 una grande e lussuosa berlina). Il singolo modello della gamma era indicato eliminando al suddetto numero tricifre i due zeri finali, e sostituendoli con un numero a due cifre che indicava la cilindrata (se la cilindrata è di 1,8 litri, tale numero è 18; con 2,5 litri il numero è 25, e così via). Seguiva poi il nome dell'allestimento (GSi, GTi, ecc.). Ad esempio, Rover 216 GSi indica che l'automobile è una Rover serie 200, equipaggiata con un motore di cilindrata di 1,6 litri, nell'allestimento GSi.
La nomenclatura a tre cifre, che era riportata sul posteriore di ogni vettura, smise di essere riportata a partire dal 1998, e fu mantenuto solo il numero della serie (200, 600, 800, ecc.). La nomenclatura a tre cifre non fu adottata per la nuova Rover 75 (1999), e smise di essere utilizzata del tutto l'anno successivo, quando i restyling dei modelli all'epoca in produzione presero il nome di 25 e 45.

## Modelli di produzione Rover

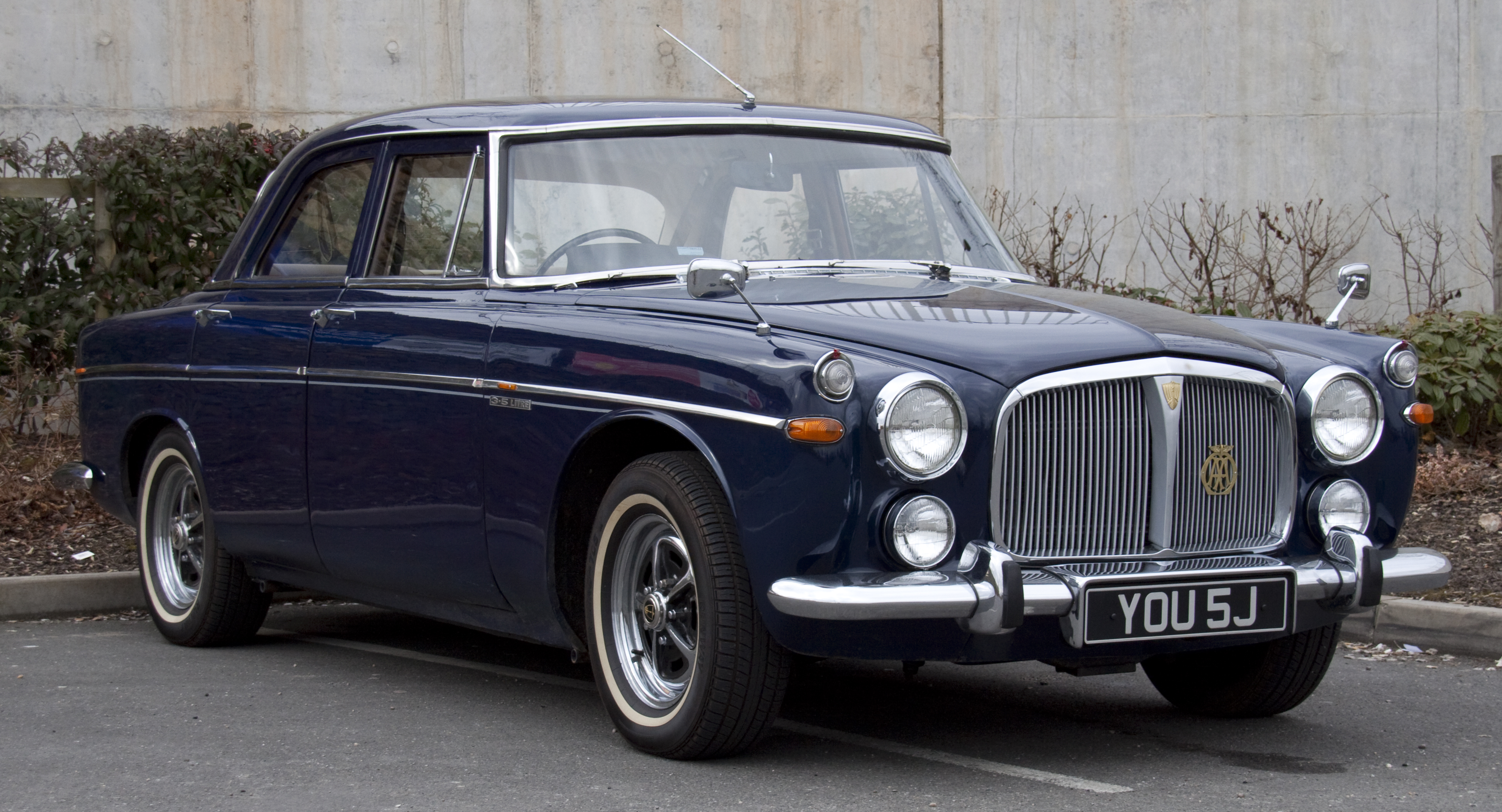
Una Rover P5 (1958)

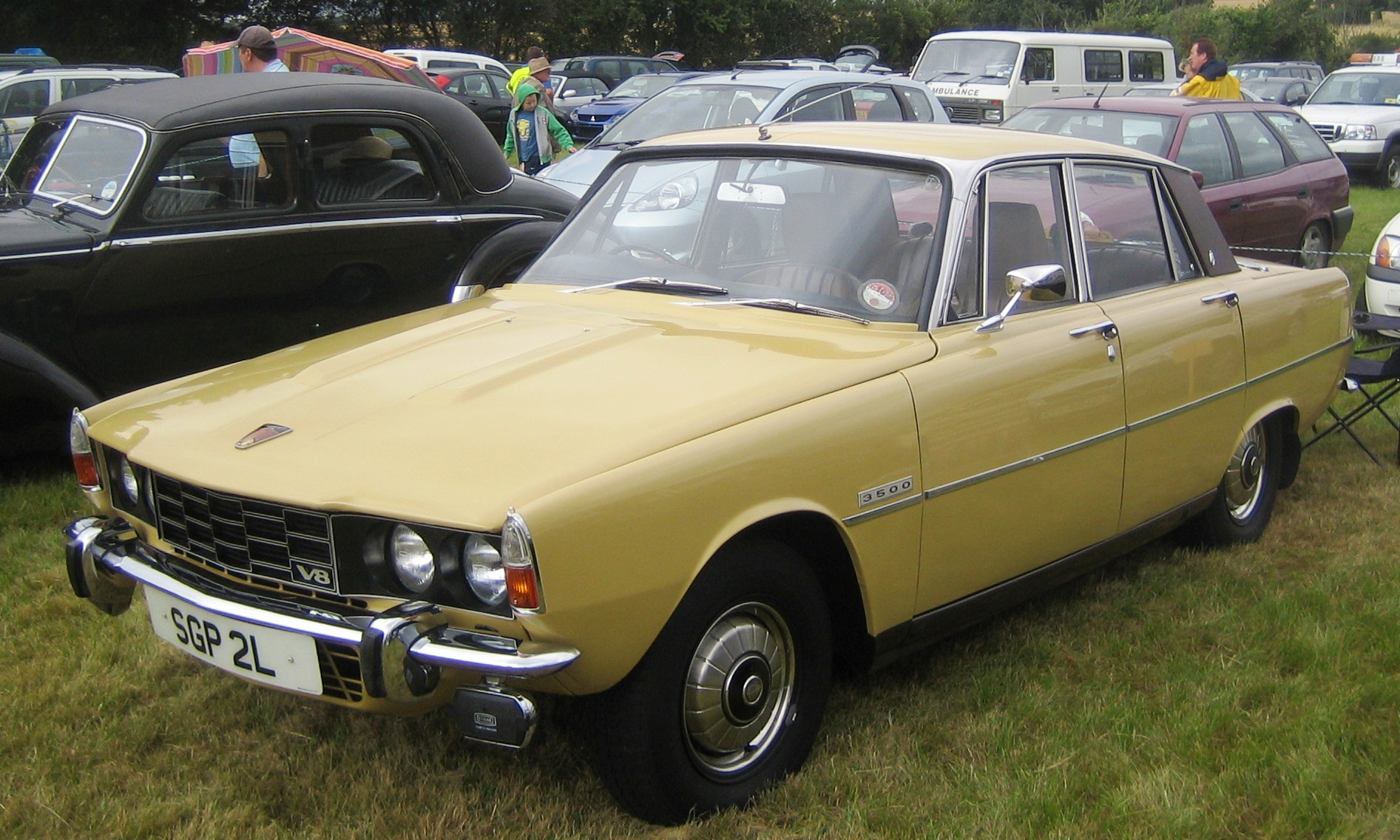
Una Rover P6 (1963)

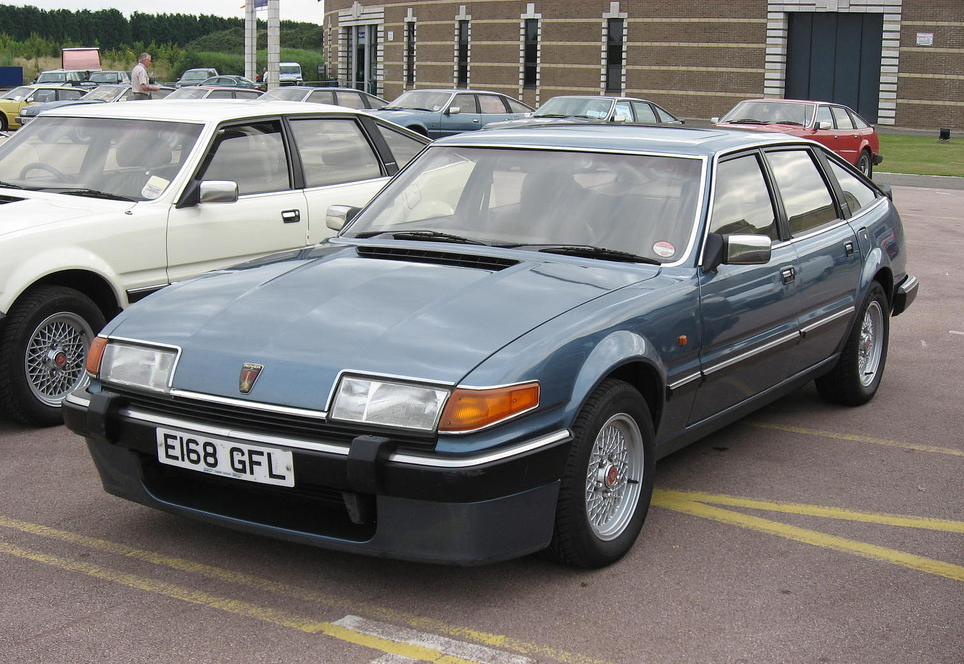
La Rover SD1 (1977)

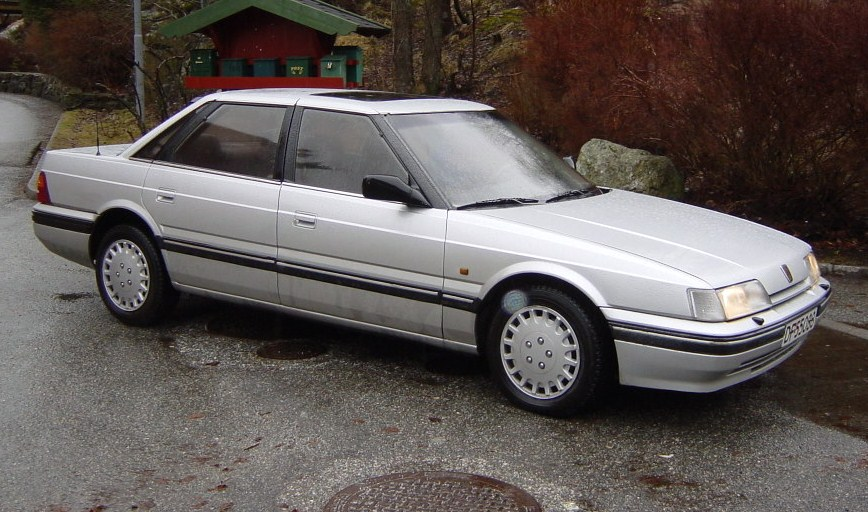
La Rover 800 (1986)

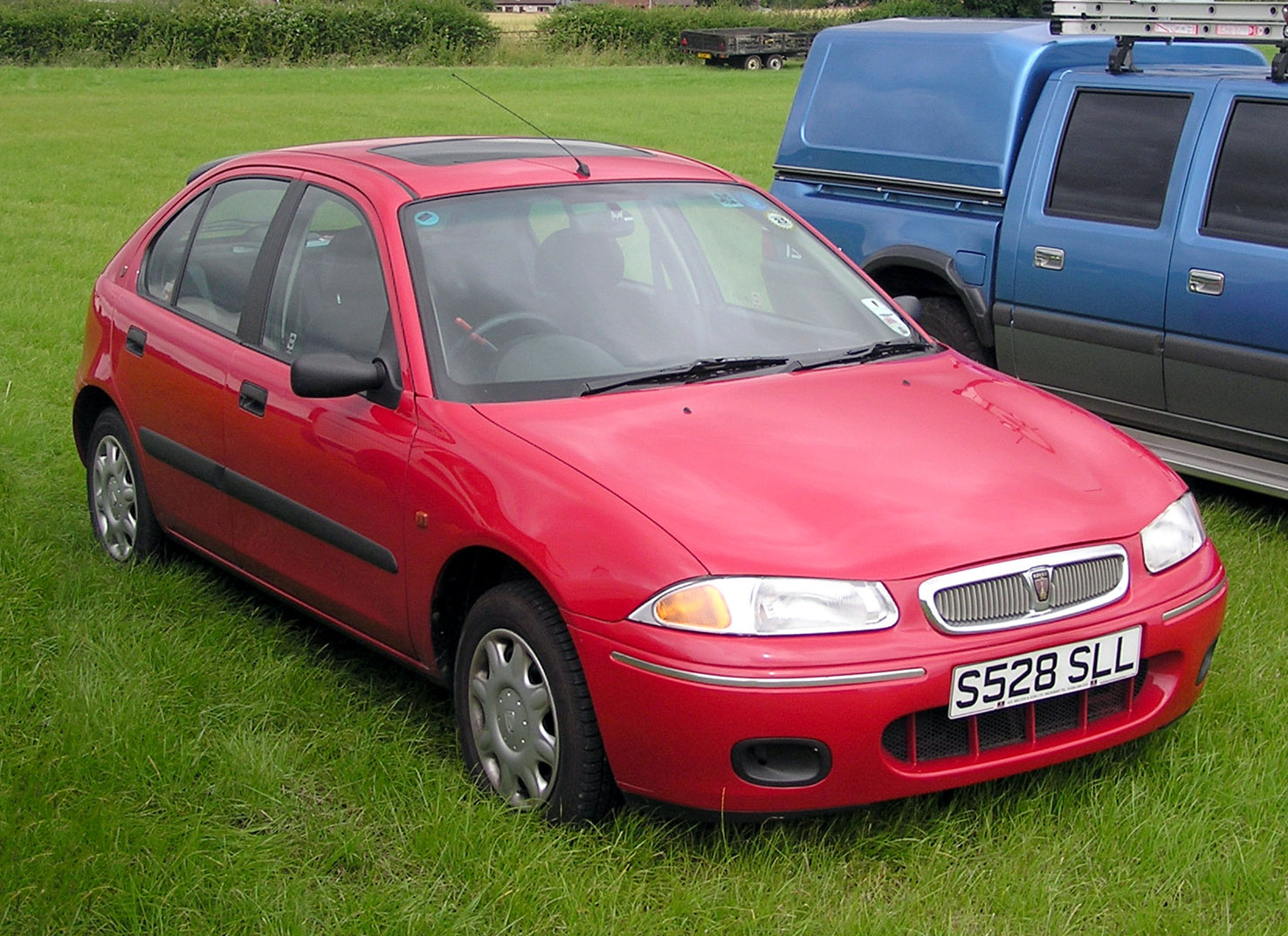
La Rover 200 terza serie (1995)

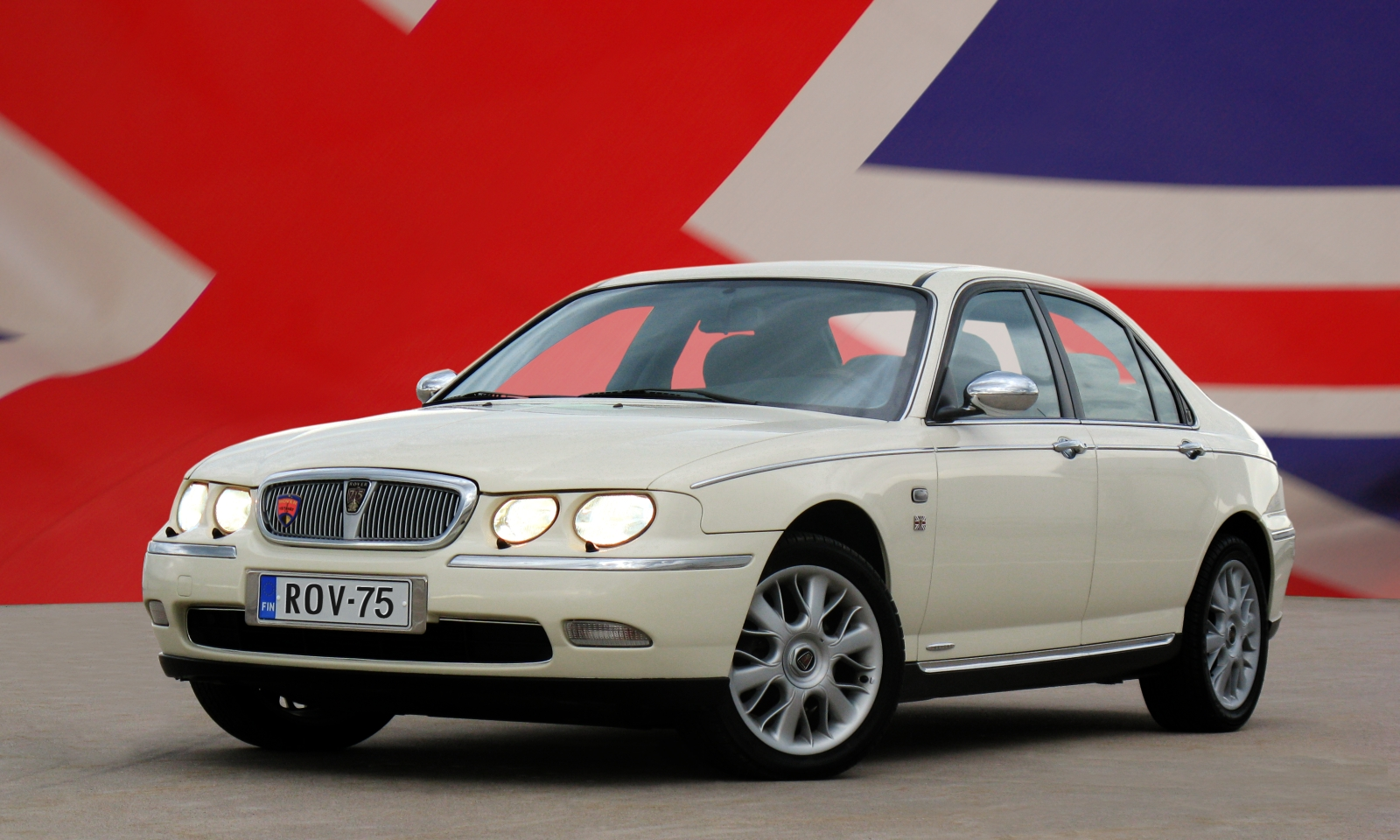
La Rover 75 (1999)

- Rover P3 (1948-49)
- Rover P4 (1949-64)
- Rover P5 (1958-73)
- Rover P6 (1963-77)

### Sotto la British Leyland
- Rover SD1 (1977-87)

### Sotto il Gruppo Austin Rover
- Rover 200 (1984-89)
- Rover 800 (1986-99)

### Sotto il Gruppo Rover
- Rover 200 seconda serie (1989-95)
- Rover 100/Rover Metro (1990-97)
- Rover 400 (1990-95)
- Rover 600 (1993-99)
- Rover 400 / 45 (1995-2005)
- Rover 200 / 25 (1995-2005)
- Rover 75 (1999-2005)

### Sotto il Gruppo MG Rover
- Rover Streetwise – versione SUV della Rover 25 (2003-05)
- Rover CityRover (2003-05)